# トニー・ベリュー
トニー・ベリュー（Tony Bellew、1982年11月30日 - ）は、イギリスの元男性プロボクサー、元キックボクサー。リヴァプール出身。元WBC世界クルーザー級王者。ガードが甘い脆さと強打のスリリングさを兼ね備えた選手。2015年に公開された映画『クリード チャンプを継ぐ男』ではライトヘビー級王者のリッキー・コンランを演じた。続編の『クリード 過去の逆襲』でも同役を演じる。

## 来歴
アマチュアボクシングの戦績は40勝7敗。
2007年10月6日、ベリューはライトヘビー級のウェイトでプロデビューを果たし2回1分TKO勝ちを収め白星でデビューを飾った。
2010年3月12日、アトーリ・モーレとコモンウェルスイギリス連邦ライトヘビー級王座決定戦を行い、初回2分27秒TKO勝ちを収め王座獲得に成功した。
2010年9月24日、ボブ・アジサフェと対戦し12回3-0（116-112、115-114、1117-111）の判定勝ちを収め初防衛に成功した。
2010年12月11日、オビール・マッケンジーと対戦し8回2分46秒TKO勝ちを収め2度目の防衛に成功した。
2011年7月16日、オビール・マッケンジーと再戦となるBBBofC英国ライトヘビー級王座決定戦で対戦し12回3-0（2者が118-111、119-110）の判定勝ちを収めコモンウェルス王座は3度目の防衛、BBBofC王座獲得に成功した。
2011年10月15日、エコ・アリーナ・リヴァプールでWBO世界ライトヘビー級王者ネイサン・クレバリーと対戦し、12回0-2（112-117、114-114、113-116）の判定負けを喫し王座獲得に失敗した。
2012年4月27日、BBBofC英国ライトヘビー級王者ダニー・マッキントッシュと対戦し5回38秒TKO勝ちを収め王座返り咲きに成功した。
2012年9月8日、エディソン・ミランダとWBCインターナショナルライトヘビー級王座決定戦を行い、9回1分54秒TKO勝ちを収め王座獲得に成功した。
2012年11月17日、ロベルト・ボロンティとWBC世界ライトヘビー級シルバー王座決定戦を行い、12回3-0（2者が120-106、119-107）の判定勝ちを収め王座獲得に成功した。
2013年3月30日、エコ・アリーナ・リヴァプールでアイザック・チレンバと対戦し、12回1-1（112-116、114-114、116-115）の判定で引き分けたが初防衛に成功した。
2013年5月25日、O2アリーナでアイザック・チレンバと再戦し、12回3-0（2者が116-112、117-112）の判定勝ちを収め2度目の防衛に成功した。
2013年11月30日、ケベック・シティーにあるコリシー・ペプシでWBC世界ライトヘビー級王者アドニス・ステベンソンと対戦し、6回にキャリア初のダウンを奪われ最後はそのままレフェリーストップに持ち込まれ6回1分50秒TKO負けを喫し王座獲得に失敗した。この試合はHBOが放送し130万人が視聴した。
2014年3月15日、ヴァレリー・ブラドフとWBOインターナショナルクルーザー級王座決定戦を行い、12回2分24秒KO勝ちを収め王座獲得に成功した。
2014年7月12日、フリオ・セサール・ドス・サントスと対戦し、5回1分17秒TKO勝ちを収め初防衛に成功した。
2014年11月22日、WBO世界クルーザー級王者マルコ・フックへの指名挑戦権をかけてネイサン・クレバリーと3年ぶりに再戦し、12回2-1（115-113、116-112、114-115）の判定勝ちを収め3年前の借りを返しフックへの挑戦権獲得に成功した。
2015年12月12日、マテウシュ・マステルナクとEBUヨーロッパクルーザー級王座決定戦で対戦し12回3-0（2者が115-112、115-113）の判定勝ちを収め苦戦しながらも王座獲得に成功した。
2016年5月29日、リヴァプールのグディソン・パークでグリゴリー・ドロストが休養王座に認定されたことに伴いWBC世界クルーザー級1位のイルンガ・マカブとWBC世界クルーザー級王座決定戦を行い、初回にダウンを奪われたが3回にダウンを奪い返しマカブを失神させてそのままレフェリーストップ。3回1分20秒逆転TKO勝ちを収め王座獲得に成功した。
2016年6月15日、WBCは最新ランキングを発表し、ベリューを2016年6月度の月間MVPに選出した。
2016年10月15日、エコ・アリーナ・リヴァプールでWBC世界クルーザー級14位BJ・フローレスと対戦し、2回に3度、3回に1度の計4度ダウンを奪い3回2分11秒TKO勝ちを収め、初防衛に成功した。
2016年11月13日、WBCは最新ランキングを発表し、ベリューを2016年11月度の月間MVPに選出した。
2017年3月4日、O2アリーナで元WBA・WBC・WBO世界クルーザー級スーパー王者で元WBA世界ヘビー級王者のデビッド・ヘイとヘビー級12回戦を行い、11回2分16秒TKO勝ちを収めた。
2017年3月28日、WBCからクルーザー級名誉王座に認定された。
2017年11月21日、デビッド・ヘイと12月17日に再戦が決まっていたがヘイがトレーニング中に階段から転倒して上腕二頭筋を負傷したため試合は延期された。
2018年5月5日、O2アリーナでデビッド・ヘイと再戦し、5回TKO勝ちを収めた。
2018年11月10日、マンチェスター・アリーナで世界クルーザー級4団体統一王者のオレクサンドル・ウシクと対戦し、8回TKO負けを喫し王座獲得に失敗した。ベリューはこの試合後に現役引退を表明した。

## 獲得タイトル
- コモンウェルスイギリス連邦ライトヘビー級王座
- BBBofC英国ライトヘビー級王座
- WBCインターナショナルライトヘビー級王座
- WBC世界ライトヘビー級シルバー王座
- WBOインターナショナルクルーザー級王座
- EBUヨーロッパクルーザー級王座
- WBC世界クルーザー級王座（防衛1=名誉王座に認定）

## 出演
- クリード チャンプを継ぐ男 - “プリティ”・リッキー・コンラン役
- クリード 過去の逆襲 - 同上